# یوشیهیرو میشیکو
v
یوشیهیرو میشیکو (ژاپنی: 益子 義浩؛ زادهٔ ۱۲ ژوئیهٔ ۱۹۸۷) یک بازیکن فوتبال اهل ژاپن است.
از باشگاه‌هایی که در آن بازی کرده‌است می‌توان به باشگاه فوتبال فوکوشیما یونایتد و باشگاه فوتبال ایواته گرولا موریوکا اشاره کرد.